# Chaïma Issa
Pour les articles homonymes, voir Issa (homonymie).
Chaïma Issa est une poétesse, écrivaine, journaliste et militante des droits de l'homme tunisienne.

## Biographie
Fille d'un membre du Mouvement de la tendance islamique (actuellement Ennahdha) emprisonné au début des années 1990, elle étudie les religions comparées à l'université Zitouna puis en France.
Après la révolution de 2011 et une candidature sans succès aux élections législatives de 2014, elle est chargée de mission en 2020 auprès de la ministre de la Femme et de la Famille et publie Féminisme et religion.
Après le coup de force du président Kaïs Saïed en 2021, elle s'oppose aux mesures annoncées et rejoint le Front de salut national. Elle est arrêtée le 22 février 2023 et placée en détention provisoire pour « complot contre la sûreté de l'État ». Elle est dès considérée comme la première prisonnière politique sous le régime de Saïed.
Emprisonnée, elle reçoit le soutien d'environ 100 femmes actives dans différents domaines.
Selon son avocate, elle fait aussi l'objet d'autres poursuites à la suite d'une plainte déposée par la ministre de la Justice Leïla Jaffel.
En juin 2023, alors qu'un juge ordonne sa libération, Chaïma Issa reste finalement en prison, le parquet ayant rejeté la décision. Un mois plus tard, elle est remise en liberté. Le 13 décembre, elle est condamnée à un an de prison avec sursis par un tribunal militaire qui la reconnaît notamment coupable d'« offense » au président Saïed sur la base de déclarations faites dans les médias.